# Studio ABC
Studio ABC – polski program edukacyjny skierowany do dzieci w wieku przedszkolnym. Prowadzony jest przez żółtą włochatą lalkę w zielonych okularach – Wiadomirka według projektu i wykonania Konrada Czarkowskiego. Pierwsze wydanie wyemitowano 7 września 2019 roku w stacji TVP ABC.
W związku z inwazją Rosji na Ukrainę w wydaniu z 13 marca 2022 roku do programu wprowadzono lalkę – prowadzącego Ludmiłka, który pochodzi z Ukrainy i ma niebieskie futro. We wrześniu dołączyła do nich Margolcia.

## Opis
Studio ABC to program z wiadomościami dla dzieci, przygotowanymi przez nie same. Najmłodsi, na zmianę z pacynkami-reporterami, przejmują dowodzenie w studiu telewizyjnym, aby razem z gospodarzem programu – Wiadomirkiem, zaprezentować ciekawe i nietypowe informacje ze świata. Reporterzy szukają inspirujących i pozytywnych wydarzeń.